# Louis Festeau
Louis Festeau (26 janvier 1793 à Paris - 14 février 1869 à Paris) est un chansonnier, poète, compositeur et goguettier français.
Grande figure des goguettes, il fut d'une exceptionnelle fécondité.
Ses chansons, ainsi que sa vie et son nom sont aujourd'hui oubliés par le grand public.

## Biographie
Louis Festeau nait à Paris le 26 janvier 1793.
En 1824, il fait partie, avec Marcillac, Dauphin, Saint-Gilles, A. Julien, Henry-Simon, A. Jacquemart, Salcat, Justin Cabassol et plusieurs autres, des fondateurs du Gymnase lyrique, célèbre société chantante parisienne, qui prospère durant 17 ans, jusqu'en 1841. 
En 1831, il fait partie, au côté de Charles Le Page, Piton du Roqueray, Blondel, Chanu, Fosset et Germain, des fondateurs de la célèbre goguette de la Lice chansonnière. Cette même année, il remporte un premier prix dans cette société avec la chanson Le Défi, musique de l'auteur. 
Au nombre des goguettes qu'il fréquente, on trouve les Enfants de Momus. Il écrit pour elle la chanson Les Enfants de Momus, publiée en 1834. Il fréquente également les Amis de la Vigne, goguette présidée par Alexis Dalès, où il triomphe au côté de Charles Gille, Gustave Leroy et bien d'autres.
Festeau publie successivement cinq volumes de chansons :
- En 1834, les Éphémères ;
- En 1839, Chansons et musique ;
- En 1842, les Égrillardes ;
- En 1848, Chansons nouvelles, musique et épigraphes ;
- En 1850, les Roturières.

Selon Henri Avenel, il laisse à sa mort, en 1869, la matière d'un 6e volume manuscrit. 
Louis Festeau mène une vie très active et se partage entre les arts, les lettres et le commerce. Il est joaillier, bijoutier et commerçant, moitié sédentaire, moitié cosmopolite. Il voyage beaucoup pour ses affaires, et, tout en s'enrichissant, il n'oublie pas son idole bien-aimée, la  Chanson. Il demeure rue de Tournon, à Paris. Physiquement, c'est un homme grand, maigre, dont la physionomie est bienveillante et la parole douce. Il aime à obliger, mais il aime aussi dire leur fait aux gens, lorsque l'occasion se présente. Louis Festeau est très aimé de tous ses confrères en chansons qui apprécient son talent et sa foncière honnêteté. Beaucoup de ceux-ci lui ont cependant reproché de s'être donné le titre de « Chansonnier du peuple ». C'est avec cette épithète qu'il signe les couplets qu'il adresse à la foule. Il n'est pas seulement poète, mais encore musicien. La plupart de ses productions sont rythmées sur des airs de sa composition. 
Il a composé la musique de plus de cent de ses chansons. Quelques-uns de ses airs sont devenus populaires. Une de ses plus célèbres chansons a pour titre Asmodée, et la musique qu'il a faite pour elle a été très appréciée. Joseph Darcier a écrit la musique des chansons de Festeau Pour les pauvres et le Bonhomme Dimanche. Festeau veut instruire le peuple, il veut que la chanson ait un but utile et un rôle moral. Il écrit au chansonnier Étienne Jourdan : 
« Chantons, rimons beaucoup, mon ami ; les chansons renouvellent le courage des travailleurs en rompant la monotonie des ouvrages fatigants elles incrustent des maximes dans la mémoire, elles conservent les fastes glorieux, elles font descendre du baume dans le cœur. Et que ne font-elles pas, les aimables folles ! » 
Louis Festeau fait une innovation dans ses Chansons nouvelles, publiées en 1848. Il met en tête de chacune d'elles une épigraphe pour l'enseignement du peuple. Les couplets n'en sont que le développement. Citations de quelques-unes de ces épigraphes : 
Les Chansonniers du peuple : « Le chansonnier est l'écho, le précepteur, le médecin, le pétitionnaire du peuple. »
Je change de métier : « Les aigrefins prétendent qu'il n'y a pas de sots métiers c'est vrai, excepté le métier de dupe. »
L'Homme et les deux Anges : « La conscience est une redoute sans cesse assiégée par les sept péchés capitaux. »
Le Congrès des peuples : « Quand les peuples donneront à leurs seuls intérêts l'amour et le dévouement qu'ils consacrent à leurs maîtres, ils avanceront rapidement vers le bonheur stable et universel. »
Les Peuples et les Rois : « Quand les rois sont d'accord, gare aux peuples »
La Pologne : « Un peuple qu'on assassine, c'est l'hydre qui renaît avec des millions de têtes. »
Louis Festeau est membre honoraire du Caveau et membre titulaire de la Lice chansonnière. En 1863, il prend la parole pour rendre hommage à l'éditeur de chansons de goguettes, poète, chansonnier et goguettier Charles Durand à l'occasion de ses obsèques.
Il meurt chez lui, rue de Tournon, le 11 février 1869.

## Source
- Henri Avenel, Chansons et chansonniers, C. Marpon et E. Flammarion éditeurs, Paris 1890, pages 185-194.